# Putinist Slayer
«Putinist Slayer» — відеогра в жанрі roguelike shoot 'em up, яку розробляє український анонімний мистецький колектив Bunker 22, що утворився під час російського військового вторгнення.

Слоган гри: 
Чи щось може бути кращим між зірок,
аніж розірвані обличчя окупантів?

## Сюжет
Сюжетна арка гри проходить крізь історію від розорення Києва в 1169 році засновником Московії, князем Андрієм Боголюбським і злочинів Радянського Союзу проти народу України до містично-футуристичної версії сьогодення.
Путіністи за допомогою окультних практик відкривають у Кремлі портал у позаземний світ. В нападі наркотично-містичного безумства вони поринають в далекий чужий космос, щоб залучити до війни з людством таємничих потойбічних істот. Проте маршрути їхнього пересування перехоплює українська розвідка…

## Компанія-розробник
Гру створив анонімний мистецький колектив Bunker 22, що утворився в Україні під час російського військового вторгнення. Серед своїх цілей організація декларує підтримку української армії та інформаційний спротив російським окупантам.. Прибутки від продажів гри спрямовуються у волонтерські фонди, що здійснюють допомогу Збройним Силам України.